# North-Western Province, Zambia

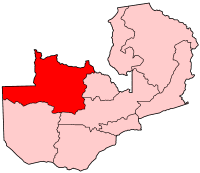
Provinsens läge i Zambia

North-Western Province ("Nordvästra provinsen") är en av Zambias provinser med 583 350 invånare (2000) på en yta av 125 826 km². Det gör den till landets glesast befolkade provins. Provinsens huvudort är Solwezi. 
Delar av Kafue nationalpark ligger i North-Western Province.

## Distrikten

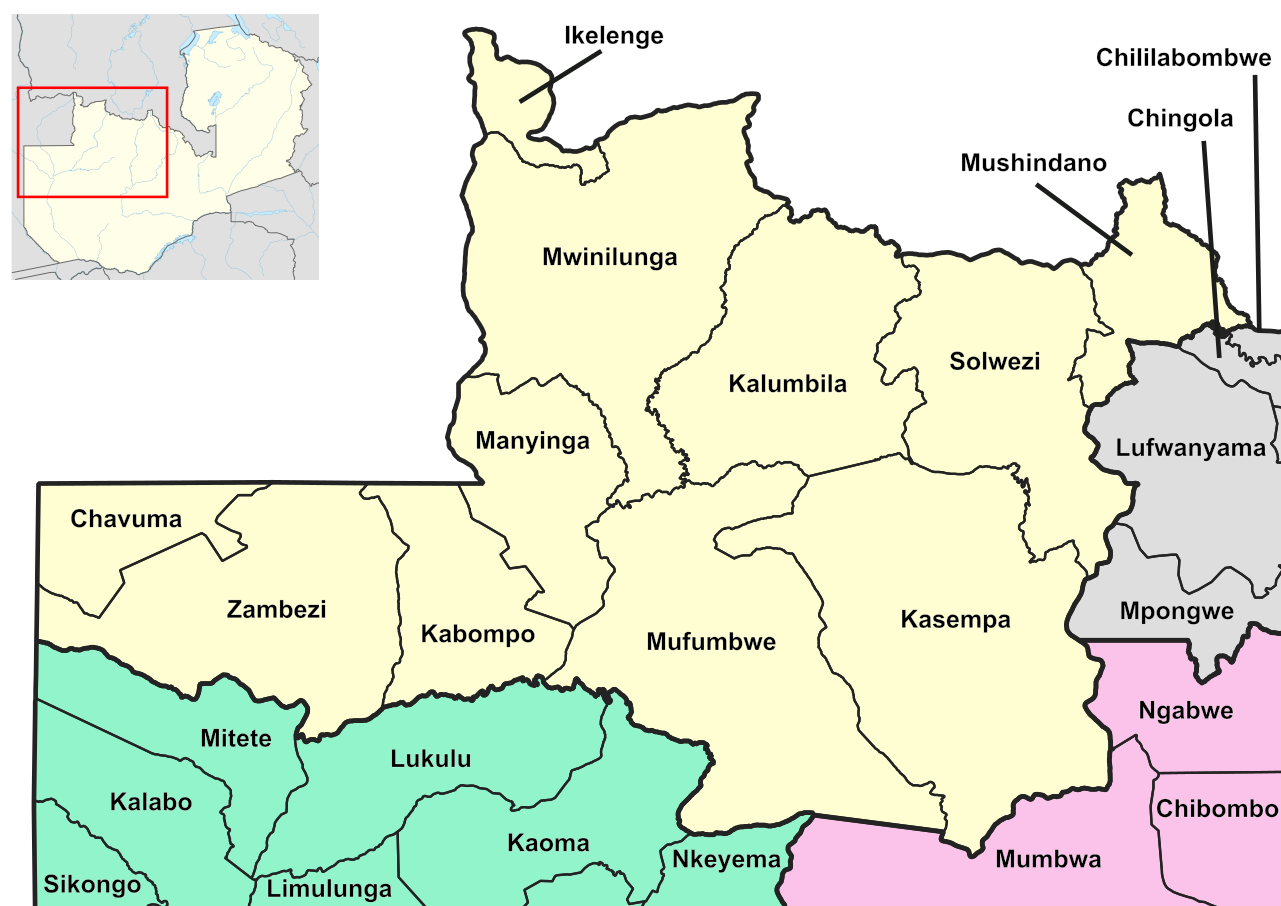
Distrikt i provinsen (2022).

Provinsen delas in i distrikten (2022):
- Chavuma
- Ikelenge
- Kabompo
- Kalumbila
- Kasempa
- Manyinga
- Mufumbwe
- Mushindamo
- Mwinilunga
- Solwezi
- Zambezi